# Service des œuvres françaises à l’étranger
Le Service des œuvres françaises à l’étranger (SOFE) est une administration française.
Créée par décret du 15 janvier 1920, cette administration est née de la réorganisation de la Propagande française à l’issue de la Première Guerre mondiale. Le service succédait au Bureau des Écoles et Œuvres françaises à l’étranger, et dépendait du ministère des Affaires étrangères. Ses premiers directeurs furent Albert Milhaud, puis Jean Giraudoux (octobre 1921-avril 1924). Jean Marx succéda à Giraudoux en tant que chef de la section universitaire et des écoles. Suzy Borel le dirigea également. À ce titre, elle prend part à la création du Festival du Cannes lorsque la Mostra de Venise est sujette à controverse en 1938.
Le SOFE travaillait en étroite coopération avec l'Association française d'action artistique, fondée en 1922, ou finançait par exemple l'Alliance israélite universelle, en raison de son réseau d'écoles françaises à l'étranger. Son activité principale est la création de relations avec les élites des régions où il s'implique afin de favoriser les intérêts de la France.
En 1945, il a été remplacé par la Direction des Relations culturelles et des Œuvres françaises à l'étranger.